# Isaac Southard
Isaac Southard (* 30. August 1783 in Basking Ridge, New Jersey; † 18. September 1850 in Somerville, New Jersey) war ein US-amerikanischer Politiker. Zwischen 1831 und 1833 vertrat er den Bundesstaat New Jersey im US-Repräsentantenhaus.

## Werdegang
Isaac Southard war der Sohn des Kongressabgeordneten Henry Southard (1747–1842) sowie der ältere Bruder von US-Senator und Gouverneur Samuel L. Southard (1787–1842). Er besuchte die öffentlichen Schulen seiner Heimat. Danach arbeitete er bis 1814 im Handel und später für die Steuerbehörde im Somerset County. Im Jahr 1815 wurde er Major der Miliz seines Heimatbezirks. Später sollte er es in der Staatsmiliz bis zum Oberst bringen. Southard wurde auch im Bankgewerbe tätig und Präsident der Filiale der State Bank in Morristown. Im Jahr 1820 fungierte er als Laienrichter am Bezirksgericht des Somerset County sowie als Friedensrichter. Zwischen 1820 und 1830 war Southard als County Clerk bei der Verwaltung des Somerset County angestellt. Politisch schloss er sich der Opposition gegen Präsident Andrew Jackson an und wurde Mitglied der kurzlebigen National Republican Party.
Bei den Kongresswahlen des Jahres 1830 wurde Southard für den fünften Sitz von New Jersey in das US-Repräsentantenhaus in Washington, D.C. gewählt, wo er am 4. März 1831 die Nachfolge von Samuel Swan antrat. Da er im Jahr 1832 dem Demokraten Ferdinand Schureman Schenck unterlag, konnte er bis zum 3. März 1831 nur eine Legislaturperiode im Kongress absolvieren. Seit dem Amtsantritt von Präsident Jackson im Jahr 1829 wurde innerhalb und außerhalb des Kongresses heftig über dessen Politik diskutiert. Dabei ging es um die umstrittene Durchsetzung des Indian Removal Act, den Konflikt mit dem Staat South Carolina, der in der Nullifikationskrise gipfelte, und die Bankenpolitik des Präsidenten.
Nach dem Ende seiner Zeit im US-Repräsentantenhaus wurde Isaac Southard im Jahr 1833 zum Kanzleigerichtsrat ernannt. Zwischen 1837 und 1843 war er Finanzminister (Treasurer) des Staates New Jersey. Dabei lebte er zwischenzeitlich in Trenton, ehe er wieder nach Somerville zurückkehrte, wo er am 18. September 1850 verstarb.